# 長濱溪
長濱溪，位於台灣東部之縣市管河川，幹流長度4.00公里，流域面積6.30平方公里，分佈於台東縣長濱鄉。主流發源於長濱鄉忠勇村北花東山東北側，向東南流經忠勇（加走灣頭）南側，於省道台11線粗石橋東南側注入太平洋。